# سراسرخاینده‌ریختان
سراسرخاینده‌ریختان یا سراسرخاینده‌سانان (نام علمی: Diadectomorpha) نام یک کلاد از چهاراندامان است.